# Elseya lavarackorum
Elseya lavarackorum är en sköldpaddsart som beskrevs av Arthur W. White och Michael Archer 1994. Arten ingår i släktet Elseya och familjen ormhalssköldpaddor. Inga underarter finns listade i Catalogue of Life.

## Utbredning
Elseya lavarackorum hittades först som fossil i Riversleighs fossilfält i Boodjamulla nationalpark i Queensland. 1998 hittades i närheten av det området en levande sköldpaddsart vilken visade sig vara samma som fossilet. Elseya lavarackorum lever i nordöstra Queensland och nordvästra Northern Territory i ett område som sträcker över ett antal floder från Calvert till Nicholson, samtliga floder har sin utmynning i Carpentariaviken.